# Grabowce Dolne
Grabowce Dolne – wieś w Polsce położona w województwie lubelskim, w powiecie ryckim, w gminie Nowodwór.
| SIMC    | Nazwa | Rodzaj    |
| ------- | ----- | --------- |
| 0387890 | Kania | część wsi |

W latach 1975–1998 miejscowość należała administracyjnie do województwa lubelskiego.
Wieś jest sołectwem w gminie Nowodwór. Według Narodowego Spisu Powszechnego z roku 2011 wieś liczyła 105 mieszkańców.
Wierni Kościoła rzymskokatolickiego należą do parafii Podwyższenia Krzyża Świętego w Sobieszynie.